# William Glenn
William Wallace Lumpkin Glenn (ur. 12 sierpnia 1914 Asheville, zm. 10 marca 2003 w Peterborough, w stanie New Hampshire) – amerykański kardiochirurg, należący do twórców wczesnych modeli sztucznego serca, który także opracował metody leczenia wrodzonych wad serca.
Jego ojciec był lekarzem, a matka prawniczką. Uczęszczał do akademii wojskowej w Sewanee w stanie Tennessee, a następnie rozpoczął studia na University of South Carolina, które ukończył w 1934 roku z tytułem Bachelor of Science. Dyplom lekarza medycyny uzyskał w 1938 po studiach w Jefferson Medical College, w Filadelfii. Staż podyplomowy odbył w Pennsylvania Hospital, a rezydenturę z chirurgii w Massachusetts General Hospital.
Podczas II wojny światowej Glenn służył jako chirurg wojskowy w korpusie medycznym armii amerykańskiej. Po desancie w Europie zajął się organizacją i prowadzeniem szpitala polowego w Normandii.
Po wojnie został zatrudniony w październiku 1948 przez amerykańskiego torakochirurga Gustafa Lindskoga, ordynatora oddziału chirurgii i został kierownikiem laboratoriów chirurgicznych i pododdziału kardiochirurgii.
Został promotorem doktoratu Williama Sewella, studenta z Yale School of Medicine, który pracował nad projektem badawczym, opracowania urządzenia pompującego krew. Powstała pompa, której komponenty kosztowały łącznie 24,80 dolarów amerykańskich, a składała się między innymi ze standardowego sprzętu laboratoryjnego i zestawu „Mały Konstruktor”. Glenn i Sewell przedstawił wyniki tego eksperymentu na kongresie American College of Surgeons w Chicago. Model, który przedstawili zastępował funkcje prawego serca, pompując odtlenowaną krew do płuc. Ich wyniki badań podawały, że udawało się za pomocą tego urządzenia utrzymywać przy życiu zwierze przez 90 minut, bez znaczących zmian w ciśnienia krwi lub wysycenia krwi tlenem.
Oryginalny egzemplarz urządzenia Glenna i Sewella znajduje się na w National Museum of American History prowadzonym przez Smithsonian Institution. Smithsonian Institution nabył pompę serca w 1959 od matki Williama Sewella.
Do 1975 Glenn był kierownikiem oddziału kardiochirurgii i chirurgii naczyniowej w Yale School of Medicine. Tam, opracował ulepszenia kardiostymulatorów i opracował zabieg kardiochirurgiczny zespolenie Glenna, w której wytwarza się połączenie między żyłą główną górną i tętnicą płucną, które poprawia przepływ płucny. Obecnie oryginalne zespolenie  Glennapo zmodyfikowaniu jako tzw. dwukierunkowe zespolenie Glenna stosowane jest w leczeniu siniczych anomalli prawego serca. Był autorem popularnego podręcznika kardio- i torakochirurgii pt. Glenn’s Thoracic and Cardiovascular Surgery, która doczekała się sześciu wydań za jego życia. W latach 1979–1981 był prezesem amerykańskiego towarzystwa kardiologicznego – American Heart Association i był pierwszym chirurgiem, który został wybrany na to stanowisko.